# Теховець (Медводе)
Теховець (словен. Tehovec) — поселення в общині Медводе, Осреднєсловенський регіон, Словенія. 
Висота над рівнем моря: 673,4 м.